# IHF Men’s Club World Championship 2024
Der IHF Men’s Club World Championship 2024, die 17. Klubweltmeisterschaft der Internationalen Handballföderation (vormals IHF Men’s Super Globe), wurde vom 27. September bis 3. Oktober 2024 in Ägypten ausgetragen. Sieger wurde der KC Veszprém.

## Name des Wettbewerbs
Erstmals wurde die Meisterschaft unter dem Namen IHF Men’s Club World Championship ausgetragen.

## Gastgeber
Im Jahr 2018 wurden die Rechte zur Austragung des Turniers für fünf Jahre an Saudi-Arabien, vertreten durch das saudi-arabische Sportministerium, vergeben; dieser Vertrag war mit der Austragung im Jahr 2023 abgelaufen.
Am 25. April 2024 gab der Ägyptische Handballverband bekannt, dass Ägypten die Veranstaltung für drei Jahre übernimmt. Das Turnier 2024 wurde in der New Capital Sports Hall in Neue Hauptstadt Ägyptens ausgetragen.

## Teilnehmer
Statt wie noch im Jahr 2023 mit zwölf, wurde das Turnier 2024 mit neun Mannschaften ausgetragen. Der amtierende Titelträger, die sechs Titelträger der kontinentalen Wettbewerbe, eine Mannschaft des Organisators und eine per Wildcard bestimmte Mannschaft spielten um die Klubweltmeisterschaft.
- Gastgeber:  al Ahly SC
- Titelverteidiger:  SC Magdeburg
- Afrika:  Zamalek SC (Finalist des African Handball Super Cups, Titelsieger al Ahly war schon als Gastgeber qualifiziert)
- Asien:  Khaleej Club (Gewinner der Asian Club League Handball Championship)
- Europa:  FC Barcelona (Gewinner der EHF Champions League 2023/24)
- Nordamerika und Karibik:  California Eagles (Gewinner der North American and Caribbean Senior Club Championships)
- Ozeanien:  Sydney University HC (Gewinner des Oceania Handball Champions Cups)
- Süd– und Zentralamerika:  Handebol Taubaté (Gewinner der South and Central American Men's Club Handball Championship)
- Wildcard:  KC Veszprém

## Turnierverlauf
In der Vorrunde spielten die neun Mannschaften zu je drei Teams in einer Gruppe jeder gegen jeden. Die drei Gruppensieger und der beste Gruppenzweite erreichten das Halbfinale. Die Sieger dieser im K.o.-System ausgetragenen Spiele qualifizierten sich für das Finale, in dem der Gewinner der IHF Men’s Club World Championship 2024 ermittelt wird; die Verlierer der Halbfinales spielten gegeneinander um den 3. Platz des Turniers. Die nicht für das Halbfinale qualifizierten fünf Teams ermittelten untereinander die Platzierungen 5 bis 9.

### Vorrunde
Die neun Mannschaften spielten zunächst in einer Vorrunde mit drei Gruppe zu je drei Teams. Die drei Gruppensieger und der beste Gruppenzweite zogen in das Halbfinale ein, die anderen Mannschaften bestritten Platzierungsspiele gegeneinander.
Für die Auslosung der Gruppen wurden die qualifizierten Mannschaften in drei Lostöpfe aufgeteilt, wobei die drei Teilnehmer aus Europa in Lostopf 1 kamen: SC Magdeburg, FC Barcelona sowie Veszprém HC, in Topf 2 sind al Ahly SC, Zamalek SC sowie Khaleej Club (KSA) und in Topf 3 Handebol Taubaté, California Eagles sowie Sydney University eingeteilt. Am 21. August 2024 fand die Auslosung statt.

#### Gruppe A
| Pl. | Verein           | Sp. | S | U | N | Tore    | Diff. | Punkte |
| --- | ---------------- | --- | - | - | - | ------- | ----- | ------ |
| 1.  | Veszprém HC      | 2   | 2 | 0 | 0 | 077:440 | +33   | 4      |
| 2.  | Zamalek SC       | 2   | 1 | 0 | 1 | 057:590 | −2    | 2      |
| 3.  | Handebol Taubaté | 2   | 0 | 0 | 2 | 042:730 | −31   | 0      |

| Fr., 27. September 2024 21:00 Uhr | Handebol Taubaté                     | 25:30     | Zamalek SC          | New Capital Sports Hall Zuschauer: 200 Schiedsrichter: A. Konjičanin, D. Konjičanin |
| Fr., 27. September 2024 21:00 Uhr | meiste Tore: Perin, G. da Silva je 6 | (6:18)    | meiste Tore: Omar 5 | New Capital Sports Hall Zuschauer: 200 Schiedsrichter: A. Konjičanin, D. Konjičanin |
| Fr., 27. September 2024 21:00 Uhr | Strafen: 1× 5×                       | Statistik | Strafen: 5×         | New Capital Sports Hall Zuschauer: 200 Schiedsrichter: A. Konjičanin, D. Konjičanin |

| Sa., 28. September 2024 15:00 Uhr | Veszprém HC            | 43:17     | Handebol Taubaté                          | New Capital Sports Hall Zuschauer: 95 Schiedsrichter: K. Gasmi, R. Gasmi |
| Sa., 28. September 2024 15:00 Uhr | meiste Tore: Descat 10 | (22:6)    | meiste Tore: E. da Silva, de Andrade je 4 | New Capital Sports Hall Zuschauer: 95 Schiedsrichter: K. Gasmi, R. Gasmi |
| Sa., 28. September 2024 15:00 Uhr | Strafen: 1×            | Statistik | Strafen: 1× 7×                            | New Capital Sports Hall Zuschauer: 95 Schiedsrichter: K. Gasmi, R. Gasmi |

| So., 29. September 2024 17:30 Uhr | Zamalek SC                       | 27:34     | Veszprém HC                         | New Capital Sports Hall Zuschauer: 800 Schiedsrichter: Hansen, Madsen |
| So., 29. September 2024 17:30 Uhr | meiste Tore: Saad, El-Ahmar je 4 | (15:18)   | meiste Tore: Grahovac, Sandell je 5 | New Capital Sports Hall Zuschauer: 800 Schiedsrichter: Hansen, Madsen |
| So., 29. September 2024 17:30 Uhr | Strafen: 1× 7×                   | Statistik | Strafen: 5×                         | New Capital Sports Hall Zuschauer: 800 Schiedsrichter: Hansen, Madsen |

#### Gruppe B
| Pl. | Verein            | Sp. | S | U | N | Tore     | Diff. | Punkte |
| --- | ----------------- | --- | - | - | - | -------- | ----- | ------ |
| 1.  | FC Barcelona      | 2   | 2 | 0 | 0 | 084:460  | +38   | 4      |
| 2.  | al Ahly SC        | 2   | 1 | 0 | 1 | 072:460  | +26   | 2      |
| 3.  | Sydney University | 2   | 0 | 0 | 2 | 038:1020 | −64   | 0      |

| Fr., 27. September 2024 18:30 Uhr | Sydney University              | 15:49     | al Ahly SC             | New Capital Sports Hall Zuschauer: 500 Schiedsrichter: Sosa, Lemes |
| Fr., 27. September 2024 18:30 Uhr | meiste Tore: drei Spieler je 3 | (6:20)    | meiste Tore: Dahroug 9 | New Capital Sports Hall Zuschauer: 500 Schiedsrichter: Sosa, Lemes |
| Fr., 27. September 2024 18:30 Uhr | Strafen: 1× 6×                 | Statistik | Strafen: 3×            | New Capital Sports Hall Zuschauer: 500 Schiedsrichter: Sosa, Lemes |

| Sa., 28. September 2024 20:30 Uhr | FC Barcelona          | 53:23     | Sydney University            | New Capital Sports Hall Zuschauer: 350 Schiedsrichter: K. Ismoilov, K. Ismoilov |
| Sa., 28. September 2024 20:30 Uhr | meiste Tore: Ortega 9 | (27:12)   | meiste Tore: Messerschmidt 7 | New Capital Sports Hall Zuschauer: 350 Schiedsrichter: K. Ismoilov, K. Ismoilov |
| Sa., 28. September 2024 20:30 Uhr | Strafen: 6×           | Statistik | Strafen: 2×                  | New Capital Sports Hall Zuschauer: 350 Schiedsrichter: K. Ismoilov, K. Ismoilov |

| So., 29. September 2024 20:00 Uhr | al Ahly SC          | 23:31     | FC Barcelona         | New Capital Sports Hall Zuschauer: 1.000 Schiedsrichter: Pavićević, Ražnatović |
| So., 29. September 2024 20:00 Uhr | meiste Tore: Adel 6 | (10:17)   | meiste Tore: Gómez 6 | New Capital Sports Hall Zuschauer: 1.000 Schiedsrichter: Pavićević, Ražnatović |
| So., 29. September 2024 20:00 Uhr | Strafen: 1× 2×      | Statistik | Strafen: 4×          | New Capital Sports Hall Zuschauer: 1.000 Schiedsrichter: Pavićević, Ražnatović |

#### Gruppe C
| Pl. | Verein            | Sp. | S | U | N | Tore     | Diff. | Punkte |
| --- | ----------------- | --- | - | - | - | -------- | ----- | ------ |
| 1.  | SC Magdeburg      | 2   | 2 | 0 | 0 | 092:490  | +43   | 4      |
| 2.  | Khaleej Club      | 2   | 1 | 0 | 1 | 076:600  | +16   | 2      |
| 3.  | California Eagles | 2   | 0 | 0 | 2 | 046:1050 | −59   | 0      |

| Fr., 27. September 2024 15:00 Uhr | California Eagles   | 25:48     | Khaleej Club                 | New Capital Sports Hall Zuschauer: 700 Schiedsrichter: K. Ismoilov, K. Ismoilov |
| Fr., 27. September 2024 15:00 Uhr | meiste Tore: Damm 6 | (16:22)   | meiste Tore: Mu. al-Salem 11 | New Capital Sports Hall Zuschauer: 700 Schiedsrichter: K. Ismoilov, K. Ismoilov |
| Fr., 27. September 2024 15:00 Uhr | Strafen: 4× 1×      | Statistik | Strafen: 1× 3×               | New Capital Sports Hall Zuschauer: 700 Schiedsrichter: K. Ismoilov, K. Ismoilov |

| Sa., 28. September 2024 17:30 Uhr | SC Magdeburg            | 57:21     | California Eagles     | New Capital Sports Hall Zuschauer: 1.000 Schiedsrichter: H. Elsaied, Y. Elsaied |
| Sa., 28. September 2024 17:30 Uhr | meiste Tore: Mertens 16 | (28:14)   | meiste Tore: Vagset 7 | New Capital Sports Hall Zuschauer: 1.000 Schiedsrichter: H. Elsaied, Y. Elsaied |
| Sa., 28. September 2024 17:30 Uhr | Strafen: 1×             | Statistik | Strafen: 1× 5×        | New Capital Sports Hall Zuschauer: 1.000 Schiedsrichter: H. Elsaied, Y. Elsaied |

| So., 29. September 2024 15:00 Uhr | Khaleej Club                 | 28:35     | SC Magdeburg           | New Capital Sports Hall Zuschauer: 350 Schiedsrichter: Načevski, Nikolov |
| So., 29. September 2024 15:00 Uhr | meiste Tore: A. al-Ibrahim 7 | (14:15)   | meiste Tore: Persson 9 | New Capital Sports Hall Zuschauer: 350 Schiedsrichter: Načevski, Nikolov |
| So., 29. September 2024 15:00 Uhr | Strafen: 3×                  | Statistik | Strafen: 1× 4×         | New Capital Sports Hall Zuschauer: 350 Schiedsrichter: Načevski, Nikolov |

#### Ranking der Zweitplatzierten
| Pl. | Verein       | Sp. | S | U | N | Tore    | Diff. | Punkte |
| --- | ------------ | --- | - | - | - | ------- | ----- | ------ |
| 1.  | al Ahly SC   | 2   | 1 | 0 | 1 | 072:460 | +26   | 2      |
| 2.  | Khaleej Club | 2   | 1 | 0 | 1 | 076:600 | +16   | 2      |
| 3.  | Zamalek SC   | 2   | 1 | 0 | 1 | 057:590 | −2    | 2      |

### Platzierungsrunde
Spiele
In den Platzierungsspielen wurden die Plätze 5 bis 9 ermittelt. In dieser Runde traten die nicht für das Halbfinale qualifizierten Mannschaften an. Jedes Team bestritt zwei Spiele.
| 1. Oktober 2024 11:00 Uhr | Khaleej Club                | 29:27     | Handebol Taubaté     | New Capital Sports Hall Zuschauer: 250 Schiedsrichter: A. Konjičanin, D. Konjičanin |
| 1. Oktober 2024 11:00 Uhr | meiste Tore: Mu. al-Salem 7 | (13:13)   | meiste Tore: Perin 6 | New Capital Sports Hall Zuschauer: 250 Schiedsrichter: A. Konjičanin, D. Konjičanin |
| 1. Oktober 2024 11:00 Uhr | Strafen: 2× 1×              | Statistik | Strafen: 5×          | New Capital Sports Hall Zuschauer: 250 Schiedsrichter: A. Konjičanin, D. Konjičanin |

| 1. Oktober 2024 14:00 Uhr | California Eagles     | 23:41     | Zamalek SC          | New Capital Sports Hall Zuschauer: 100 Schiedsrichter: Lemes, Sosa |
| 1. Oktober 2024 14:00 Uhr | meiste Tore: Vagset 6 | (11:21)   | meiste Tore: Saad 6 | New Capital Sports Hall Zuschauer: 100 Schiedsrichter: Lemes, Sosa |
| 1. Oktober 2024 14:00 Uhr | Strafen: 3×           | Statistik | Strafen: 3×         | New Capital Sports Hall Zuschauer: 100 Schiedsrichter: Lemes, Sosa |

| 2. Oktober 2024 16:00 Uhr | Sydney University              | 35:30     | California Eagles   | New Capital Sports Hall Zuschauer: 50 Schiedsrichter: H. Elsaied, Y. Elsaied |
| 2. Oktober 2024 16:00 Uhr | meiste Tore: drei Spieler je 6 | (18:15)   | meiste Tore: Raff 7 | New Capital Sports Hall Zuschauer: 50 Schiedsrichter: H. Elsaied, Y. Elsaied |
| 2. Oktober 2024 16:00 Uhr | Strafen: 1× 4×                 | Statistik | Strafen: 4×         | New Capital Sports Hall Zuschauer: 50 Schiedsrichter: H. Elsaied, Y. Elsaied |

| 3. Oktober 2024 11:00 Uhr | Khaleej Club                 | 47:27     | Sydney University      | New Capital Sports Hall Zuschauer: 150 Schiedsrichter: K. Ismoilov, K. Ismoilov |
| 3. Oktober 2024 11:00 Uhr | meiste Tore: Mu. al-Salem 11 | (19:11)   | meiste Tore: Delpire 8 | New Capital Sports Hall Zuschauer: 150 Schiedsrichter: K. Ismoilov, K. Ismoilov |
| 3. Oktober 2024 11:00 Uhr | Strafen: 1×                  | Statistik | Strafen: 1×            | New Capital Sports Hall Zuschauer: 150 Schiedsrichter: K. Ismoilov, K. Ismoilov |

| 3. Oktober 2024 14:00 Uhr | Handebol Taubaté     | 24:30     | Zamalek SC           | New Capital Sports Hall Zuschauer: 150 Schiedsrichter: Pavićević, Ražnatović |
| 3. Oktober 2024 14:00 Uhr | meiste Tore: Perin 7 | (9:17)    | meiste Tore: Sadek 6 | New Capital Sports Hall Zuschauer: 150 Schiedsrichter: Pavićević, Ražnatović |
| 3. Oktober 2024 14:00 Uhr | Strafen: 4×          | Statistik | Strafen: 2×          | New Capital Sports Hall Zuschauer: 150 Schiedsrichter: Pavićević, Ražnatović |

Tabelle
| Pl. | Verein            | Sp. | S | U | N | Tore    | Diff. | Punkte |
| --- | ----------------- | --- | - | - | - | ------- | ----- | ------ |
| 1.  | Zamalek SC        | 2   | 2 | 0 | 0 | 071:470 | +24   | 4      |
| 2.  | Khaleej Club      | 2   | 2 | 0 | 0 | 076:540 | +22   | 4      |
| 3.  | Sydney University | 2   | 1 | 0 | 1 | 062:770 | −15   | 2      |
| 4.  | Handebol Taubaté  | 2   | 0 | 0 | 2 | 051:590 | −8    | 0      |
| 5.  | California Eagles | 2   | 0 | 0 | 2 | 053:760 | −23   | 0      |

### Finalrunde

#### Halbfinale
Im Halbfinale spielten die drei Sieger sowie der beste Zweitplatzierte der Vorrundengruppen, wobei gegen diesen der beste der drei Gruppenersten antrat. Die Gewinner dieser beiden Spiele trugen gegeneinander das Spiel um Platz 1, die Verlierer das Spiel um Platz 3 aus.
| 1. Oktober 2024 17:00 Uhr | FC Barcelona          | 34:39 n. V.      | Veszprém HC                      | New Capital Sports Hall Zuschauer: 500 Schiedsrichter: Načevski, Nikolov |
| 1. Oktober 2024 17:00 Uhr | meiste Tore: Gómez 10 | (13:15), (29:29) | meiste Tore: Remili, Descat je 9 | New Capital Sports Hall Zuschauer: 500 Schiedsrichter: Načevski, Nikolov |
| 1. Oktober 2024 17:00 Uhr | Strafen: 1×           | Statistik        | Strafen: 2× 3×                   | New Capital Sports Hall Zuschauer: 500 Schiedsrichter: Načevski, Nikolov |

| 1. Oktober 2024 20:00 Uhr | SC Magdeburg           | 28:24     | al Ahly SC            | New Capital Sports Hall Zuschauer: 500 Schiedsrichter: K. Gasmi, R. Gasmi |
| 1. Oktober 2024 20:00 Uhr | meiste Tore: Zehnder 9 | (12:15)   | meiste Tore: Hassan 6 | New Capital Sports Hall Zuschauer: 500 Schiedsrichter: K. Gasmi, R. Gasmi |
| 1. Oktober 2024 20:00 Uhr | Strafen: 3×            | Statistik | Strafen: 1× 7×        | New Capital Sports Hall Zuschauer: 500 Schiedsrichter: K. Gasmi, R. Gasmi |

#### Spiel um Platz 3
Im Spiel um Platz 3 standen sich die Verlierer der Halbfinals gegenüber.
| 3. Oktober 2024 17:00 Uhr | al Ahly SC             | 32:29     | FC Barcelona        | New Capital Sports Hall Zuschauer: 3.000 Schiedsrichter: A. Konjičanin, D. Konjičanin |
| 3. Oktober 2024 17:00 Uhr | meiste Tore: Ramadan 7 | (18:15)   | meiste Tore: Janc 6 | New Capital Sports Hall Zuschauer: 3.000 Schiedsrichter: A. Konjičanin, D. Konjičanin |
| 3. Oktober 2024 17:00 Uhr | Strafen: 4×            | Statistik | Strafen: 1×         | New Capital Sports Hall Zuschauer: 3.000 Schiedsrichter: A. Konjičanin, D. Konjičanin |

#### Finale
Im Finale, dem Spiel um Platz 1, standen sich die Sieger der Halbfinals gegenüber.
| 3. Oktober 2024 20:00 Uhr | SC Magdeburg             | 33:34 n. V.      | Veszprém HC             | New Capital Sports Hall Zuschauer: 3.000 Schiedsrichter: Hansen, Madsen |
| 3. Oktober 2024 20:00 Uhr | meiste Tore: Magnússon 7 | (14:13), (28:28) | meiste Tore: Fabregas 9 | New Capital Sports Hall Zuschauer: 3.000 Schiedsrichter: Hansen, Madsen |
| 3. Oktober 2024 20:00 Uhr | Strafen: 2×              | Statistik        | Strafen: 1× 3×          | New Capital Sports Hall Zuschauer: 3.000 Schiedsrichter: Hansen, Madsen |

## Platzierungen
1. KC Veszprém
2. SC Magdeburg
3. al Ahly SC
4. FC Barcelona
5. Zamalek SC
6. Khaleej Club
7. Sydney University
8. Handebol Taubaté
9. California Eagles

## Ehrungen
Ins All-Star-Team wurden Rodrigo Corrales, Aleix Gómez, Ómar Ingi Magnússon, Luka Cindrić, Gísli Kristjánsson, Hugo Descat und Ahmed Adel gewählt, als Most Valuable Player Nedim Remili.
Als bester Torschütze wurde Mujtaba Al Salem (34 Tore) ausgezeichnet.

## Kosten und Prämien
Die Internationale Handballföderation stellte für jede teilnehmende Mannschaft ein festes finanzielles Kontingent für 22 Personen. Der Sieger des Wettbewerbs erhielt 350.000 US-Dollar als Prämie, der Zweitplatzierte 100.000 US-Dollar und der Drittplatzierte 50.000 US-Dollar.